# 鳥取高等農業学校
| 鳥取高等農業学校 （鳥取高農）                | 鳥取高等農業学校 （鳥取高農） |
| -------------------------------------------- | ----------------------------- |
| 旧鳥取高等農業学校校舎（現・株式会社LASSIC） |                               |
| 創立                                         | 1920年                        |
| 所在地                                       | 鳥取市                        |
| 初代校長                                     | 山田玄太郎                    |
| 廃止                                         | 1952年                        |
| 後身校                                       | 鳥取大学                      |
| 同窓会                                       | 鳥取大学 農学部同窓会         |

鳥取高等農業学校 （とっとりこうとうのうぎょうがっこう） とは、1920年 （大正9年） に設立された官立旧制専門学校。

## 概要
- 大正時代中期 （1920年頃） の官立高等教育機関大増設の中で最初に設立された高等農林学校 （高農） 。1917年の「臨時教育会議」で高等教育に関し実業専門学校の大増設政策が打ち出され、これにより1919年から5年間で農林系の専門学校をこれまでの5校から10校に増設した。
- 創立時は、本科に農学科・農芸化学科の 2科を設置した （後に獣医学科を増設）。1942年に林学科を増設し、鳥取高等農林学校と改称、さらに第二次世界大戦中に鳥取農林専門学校 （略称： 鳥取農専） と改称された。
- 戦後学制改革による新制大学化の際、鳥取農林専門学校は単科大学化や他大学への合併案などがあったが、県内の学校との総合化を模索、1949年に農、学芸、医の3学部で発足した鳥取大学に包括され、農学部となった。
- 同窓会は 「鳥取大学農学部同窓会」 と称し、旧制・新制合同の会である。

## 沿革

### 前史
- 1900年1月： 第14回帝国議会、山陰道選出代議士による山陰高農設置建議案を可決。
- 1912年3月： 第28回帝国議会にて、山陰道選出代議士が山陰高農設置を建議。
- 1916年12月： 鳥取県議会、高農設置意見書を可決、内務大臣に提出。
- 1917年10月： 兵庫県畜産組合長・豊岡町長ら、鳥取への高農設置請願書を提出。
- 1917年11月： 島根県議会、高農設置意見書を決議。
- 1917年12月： 鳥取県議会、再び高農設置意見書を決議、内務大臣・鳥取県知事に提出。
- 1918年5月： 第三高農の鳥取への設置決定。
- 1918年7月： 校地を鳥取市吉方村 （現 南吉方3丁目） に決定。
- 1918年8月： 設置費 66万円のうち一般募集分、予定額 （40万円） に達する。
  - 県費負担は 22万円、ほかに県立農学校基本財産からの流用が 4万円弱。

### 鳥取高等農業学校時代
- 1920年11月26日： 勅令第551号文部省直轄諸学校官制改正で鳥取高等農業学校設置。
- 1921年2月10月： 鳥取高等農業学校規則制定。
  - 本科 （修業年限3年） に農学科・農芸化学科を設置。
  - 財政上の問題から、当初は林学科が設置されなかった。
- 1921年4月： 開校、附属農場開設。15日、第1回入学式、授業開始。
- 1922年4月： 「啓成寮」 開寮。校歌制定 『大海原の水うけて』 （本橋平一郎 作詞・作曲、有島武郎 校閲）。
- 1922年4月28日： 開校式を挙行。
- 1923年： 春、果樹園開園。湖山砂丘試験地を開設。
- 1923年10月： 第1回陸上運動会。
  - 市内小中学生・青年団の対抗レース等も行われ、鳥取市民に親しまれた。
- 1924年3月： 第1回卒業。
- 1925年5月： 北但馬地震で高農救援隊結成、城崎で活動。
- 1926年4月： 鳥取農学会設立。
  - 1927年8月、『鳥取農学会報』 発刊 （年刊）。
- 1927年7月： 同窓会設立。林学科増設が議題に。
- 1931年5月： 林学科増設運動活発化。
- 1937年3月： 湖山演習林を設置。
- 1939年4月： 本科に獣医学科を増設。農村工業実科 （1年制、中学校卒業者対象） を設置。
  - 1942年、家畜病院を開設。

### 鳥取高等農林学校時代
- 1942年4月： 本科に林学科を増設、鳥取高等農林学校と改称 （勅令第240号）。
- 1943年9月： 鳥取地震で生徒が市内復興作業に従事。

### 鳥取農林専門学校時代
- 1944年4月： 鳥取農林専門学校と改称 （3月28日付勅令第165号）。
- 1946年3月： 「反動教授」 の辞職を求め、同盟休校事件。
- 1946年4月： 本科に農業土木科を増設。
- 1949年3月： 農業土木科を廃止。
- 1949年5月： 新制鳥取大学発足、鳥取大学鳥取農林専門学校として包括される。
  - 旧制鳥取農専は農学部 （農学科・農芸化学科・獣医畜産学科・林学科） の母体となった。
- 1952年3月： 鳥取大学鳥取農林専門学校、廃止。

## 歴代校長
- 初代： 山田玄太郎 （1921年1月 - 1936年3月）
  - 前・盛岡高等農林学校教授。
- 第2代： 岡村精次 （1936年3月 - 1944年11月）
  - 盛岡農林専門学校校長に転じた。
- 第3代： 角倉邦彦 （1944年11月 - 1949年7月）
- 第4代： 佐々木喬 （1949年7月 - 1952年3月）

## 校地と遺構

### 校地
設立から廃止まで、鳥取市吉方村 （現・南吉方3丁目） の校地を使用した。吉方校地は後身の鳥取大学農学部に継承されたが、同学部は1966年8月に鳥取市湖山町のキャンパスに統合移転した （現 鳥取キャンパス）。その後、三洋電機が進出したが、2013年に事業再編により撤退。2017年2月に地元IT企業のLASSICが本社を移転させることとなった。

### 校舎

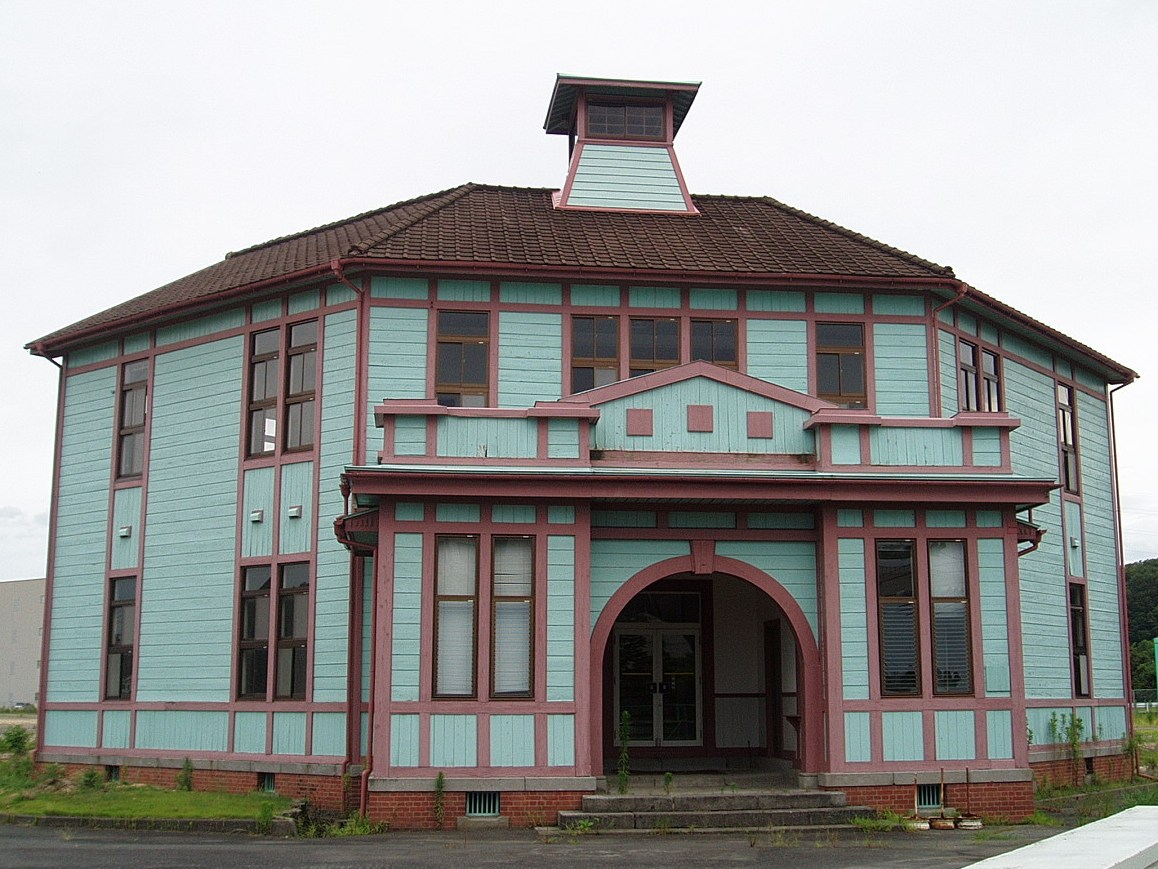
耐震改修前の旧本館の一部（2013年7月撮影）

鳥取高等農業学校校舎は1921年に建設された洋館で赤れんがの基壇やアーチ型の玄関などルネサンス風の外観を有する。木造2階建の玄関部分424m2のみが現存。
鳥取大学農学部に継承され、さらに三洋電機南吉方工場の敷地の一角に旧校舎の玄関部分が保存されてきたが、同社の工場閉鎖・敷地売却に伴い2013年3月末までに解体されることになった。しかし、鳥取大学農学部の同窓会が保存を求め、鳥取県議会も保存運動を後押し。鳥取県の要請を三洋電機が受け入れ、旧校舎建物を残したまま敷地売却を行うことになり、とりあえず解体は中止された。
工場跡地は建物が残った状態で鳥取市に売却され、鳥取県が鳥取市から建物を購入して耐震改修を行い、青色となっていた外観も新しく白色に塗装された。さらに2017年に本社を移転するLASSICによって内装工事が行われ利用されることとなった。

### 門柱

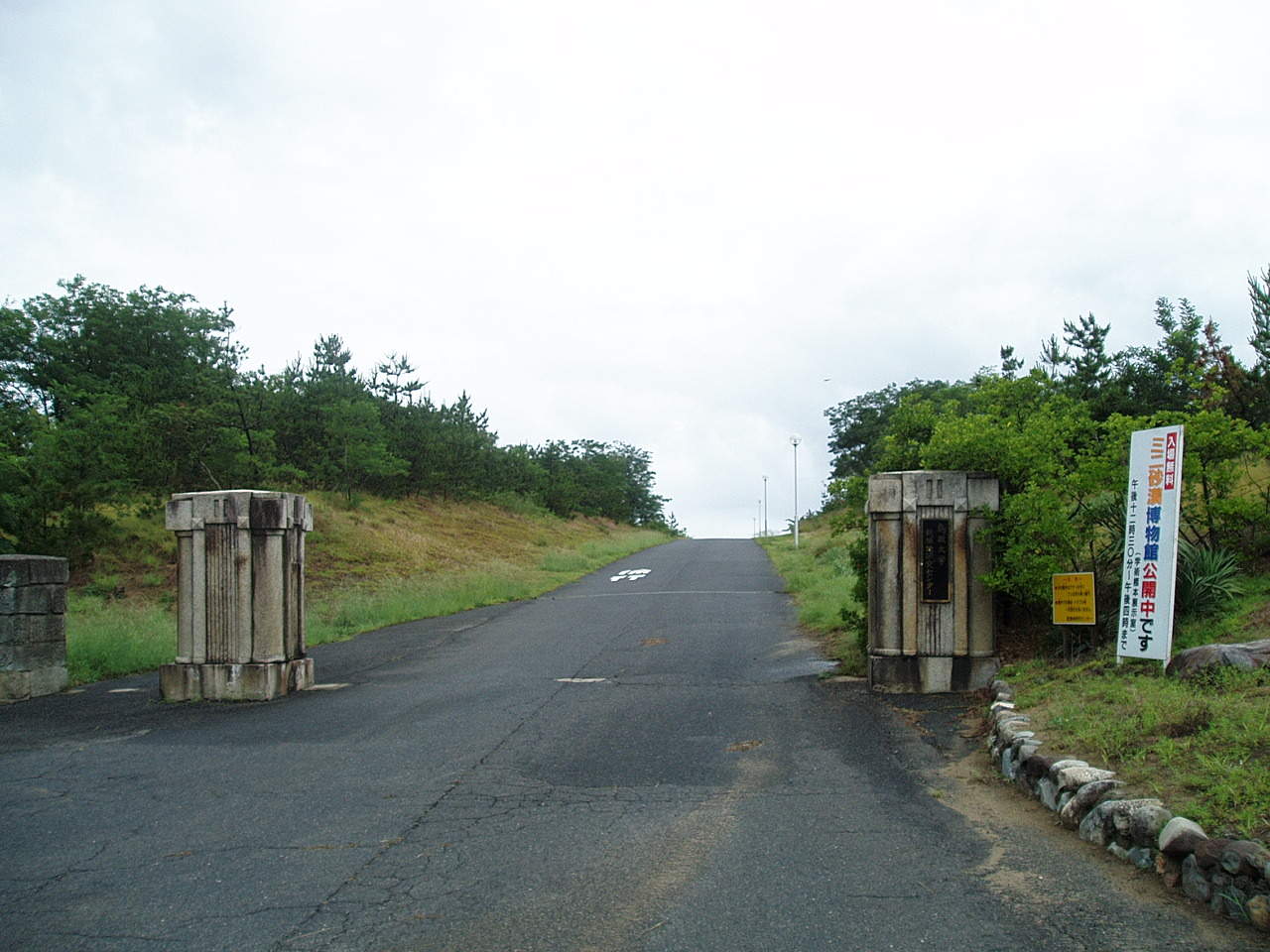
鳥取大学乾燥地研究センター正門

旧校地正門の門柱は、1979年9月に鳥取大学乾燥地研究センターに移設され、正門門柱として使用されている。

## 著名な出身者
鳥取大学の人物一覧を参照。

## 関連書籍
- 教育文化出版教育科学研究所　『鳥取大学農学部六十年史』　1980年6月。